# Welzheimer Wald mit Leintal
Das Landschaftsschutzgebiet Welzheimer Wald mit Leintal ist ein mit Verordnung des seinerzeitigen Regierungspräsidiums Nordwürttemberg vom 30. August 1972 ausgewiesenes Landschaftsschutzgebiet (LSG-Nummern 1.19.047 und 1.36.026) im Gebiet der Landkreise Rems-Murr-Kreis und Ostalbkreis in Baden-Württemberg.

## Lage
Das 9.125 Hektar große Gebiet liegt zwischen Welzheim im Westen und Heuchlingen im Osten. 3.635,6 Hektar entfallen auf den Rems-Murr-Kreis (Gemeindegebiete Alfdorf  und Murrhardt) und 5.489,4 Hektar auf den Ostalbkreis (Gemeindegebiete Böbingen an der Rems, Durlangen, Eschach, Göggingen, Gschwend, Heuchlingen, Iggingen, Leinzell, Mutlangen, Ruppertshofen, Schechingen, Schwäbisch Gmünd, Spraitbach und Täferrot). Das Landschaftsschutzgebiet gehört zu den Naturräumen 107-Schurwald und Welzheimer Wald und 108-Schwäbisch-Fränkische Waldberge innerhalb der Haupteinheit 10-Schwäbisches Keuper-Lias-Land.

## Schutzzweck
Wesentlicher Schutzzweck ist die Erhaltung der unberührten Keuperwald- und -tallandschaft, die eine wesentliche Funktion als Erholungsgebiet hat.